# 구아실라
구아실라(Guasila)는 이탈리아의 사르데냐 지역 수드사르데냐도에 있는 이탈리아어: 코무네이며, 칼리아리에서 북쪽으로 약 40 킬로미터 (25 mi) 떨어져 있다. 2004년 12월 31일 기준으로 인구는 2,871명이고 면적은 43.5 제곱킬로미터 (16.8 mi2)이다.
구아실라는 푸르테이, 제시코, 구아마조레, 오르타체수스, 피멘텔, 사마차이, 세가리우, 세렌티, 빌라말, 빌라노바프란카의 코무네와 접한다.